# مجيدية
مجيدية هي إحدى القرى اللبنانية من قرى قضاء حاصبيا وقد سمّيت بهذا الاسم تيمناً باسم بطل الاستقلال اللبناني عطوفة الأمير مجيد ارسلان.